# Barada (Nebraska)
Barada é uma vila localizada no estado americano de Nebraska, no Condado de Richardson.

## Demografia
Segundo o censo americano de 2000, a sua população era de 28 habitantes. 
Em 2006, foi estimada uma população de 26, um decréscimo de 2 (-7.1%).

## Geografia
De acordo com o United States Census Bureau, a localidade tem uma área de 0,2 km², sem área coberta por água. Barada localiza-se a aproximadamente 342 m acima do nível do mar.

## Localidades na vizinhança
O diagrama seguinte representa as localidades num raio de 20 km ao redor de Barada. 